# Domenico Laffi
Domenico Laffi (* 1636 bei Bologna; † nach 1673) war ein italienischer Pilger/Reisender und Reiseschriftsteller aus einem Dorf nahe Bologna.

## Leben
Laffi, ordinierter Priester, reiste mindestens dreimal nach Santiago de Compostela (1666, 1670, 1673) und einmal nach Jerusalem. Nach seinen Wallfahrten nach Santiago bewanderte er die Iberische Halbinsel nach Kap Finisterre, Lissabon, nach Madrid und sogar bis Córdoba und Granada.
Er beschrieb seine Reisen in den Büchern
- Viaggio in Ponente a San Giacomo di Galitia e Finisterrae (Reise nach Westen nach Santiago de Compostela und Finisterra), Bologna, 1673, überarbeitete Neuauflage 1681, weitere Neuauflagen 1726 und 1738
- Viaggio in Levante al Santo Sepolcro di Nostro Signore Giesù Christo et altri luoghi di Terra Santa (Reise nach Osten zum Grab unseres Herrn Jesus Christus und anderen Orten im Heiligen Land), Bologna, 1683
- Dalla tomba alla culla è un lungo passo. Viaggio da Padova ove morse il glorioso S. Antonio a Lisbona ove nacque (Der lange Weg vom Grab zur Wiege. Reise von Padua, wo der berühmte St. Anton starb, nach Lissabon, wo er geboren wurde), Bologna, 1691

Besonders das erste Buch fand in Italien weite Verbreitung, bevor es im 18. Jahrhundert in Vergessenheit geriet. Laffi gibt darin sehr genaue Informationen über die Jakobswallfahrt des 17. Jahrhunderts, über die bereisten Landschaften und ihre Bewohner, deren Kleidung und Gebräuche. Er beschreibt sachverständig Gebäude und Kunstwerke, darunter einige nicht mehr existierende, von denen es Informationen nur aufgrund Laffis Bericht gibt. 
1988 entdeckte der Kunsthistoriker James Hall das Buch in der British Library, übersetzte es und gab es neu heraus.